# Ла Пичола (Салерно)
Ла Пичола је насеље у Италији у округу Салерно, региону Кампанија.
Према процени из 2011. у насељу је живело 312 становника. Насеље се налази на надморској висини од 17 м.